# I Was a Male War Bride
I Was a Male War Bride és una pel·lícula del gènere comèdia romàntica de 1949 dirigida per Howard Hawks i interpretada per Cary Grant i Ann Sheridan. Un capità dels serveis de contraespionatge francès es veu obligat a disfressar-se de dona per convertir-se en l'esposa d'un tinent americà.

## Argument
El capità francès Henri Rochard (Cary Grant) s'enamora de la tinent americana Catherine Gates (Ann Sheridan). Som el 1945 i l'idil·li podria ser perfecte… si els reglaments militars no fossin també absurds! El nostre capità no té més que una solució per poder passar la nit amb la seva estimada: disfressar-se de dona…

## Repartiment
- Cary Grant: Capità Henri Rochard
- Ann Sheridan: Tinent Catherine Gates
- Marion Marshall: Tinent Kitty Lawrence
- Randy Stuart: Tinent Eloise Billings
- Bill Neff: Capità Jack Ramsey
- Edward Platt